# Milcho Manchevski
Milcho Manchevski (en macedonio: Милчо Манчевски) es un director de cine, guionista y fotógrafo macedonio naturalizado estadounidense. 

## Carrera
Su film de debut Antes de la lluvia (Before the Rain) fue nominada a los Premios Óscar, y el The New York Times la incluyó en la Guide to the Best 1,000 Films Ever Made. Con esta película, ganó el León de Oro en el Festival Internacional de Cine de Venecia. También dirigió otros filmes como Dust, Shadows, Mothers, Bikini Moon and Willow y los cortometrajes The End of Time, Thursday, Macedonia Timeless, Tennessee and 1.73.
Como artista, Manchevski es autor de tres exposiciones de fotografías, obras de ficción, libros de ensayos y artes escénicas. Su trabajo tuvo más de 350 proyecciones en festivales (entre ellos Venecia, Berlín, Toronto, São Paulo, Estambul, Tokio, Jerusalén, Hong Kong, Estocolmo, etc.). Sus películas se han distribuido en más de 50 países. Su trabajo ha sido incluido en los planes de estudio de numerosas universidades y ha sido objeto de dos conferencias académicas (en Firenza y Leipzig); Tiene un doctorado honoris causa de la VGIK de Moscú. Ha enseñado y dado conferencias en la Feirstein Graduate School en Brooklyn College, Tisch School of the Arts en New York University, VGIK en Moscú, EICTV en Cuba, London Film School, University of Texas at Austin, Chicago University, Cambridge University, Cineteca di Bologna, Shanghai University, etc.

## Filmografía

### Largometrajes
- Antes de la lluvia (1994)
- Dust (2001)
- Shadows (2007)
- Mothers (2010)
- Bikini Moon (2017)
- Willow (2019)

### Cortometrajes
- The End of Time (2017)
- Thursday (2013)
- Buddies: Race – Skopsko for Us (2015)
- Buddies: Filip – Skopsko for Us (2015)
- Buddies: Green Car – Skopsko for Us (2015)
- Macedonia Timeless: Mountains (2008)
- Macedonia Timeless: Temples (2008)
- Macedonia Timeless: Archaeology (2008)

### Televisión
- The Wire ("Game Day") (2002)[3]

### Videoclips
- Kiril Dzajkovski - Red Safari (2019)
- Kiril Dzajkovski - Dawn (2019)
- Krte Rodzevski - Eh Ljubov (2019)
- Nina Spirova – Eden baknez (2007)
- Kiril Dzajkovski – Jungle Shadow (2007)
- Kiril Dzajkovski – Primitive Science (2001)
- Kiril Dzajkovski – The Dead Are Waiting (2001)
- Kiril Dzajkovski – Brothel Tango (2001)
- Roachford – This Generation (1994)
- Arno Hintjens – Vive ma liberte (1993)
- George Lamond – Baby I believe in You (1992)
- Sonia Dada – You Ain't Thinking (About Me) (1992)
- School of Hard Knocks – A Dirty Cop Named Harry (1992)
- Arrested Development – Tennessee (1991)[6]
- Riff – If You're Serious (1991)
- Deskee – Kid Get Hyped (1991)
- Partners in Kryme – Undercover (1990)
- Bastion – Hot Day in Mexico (1985)
- Leb i sol – Aber dojde, Donke (1983)

## Exhibidor de arte
- “There“, 2020
- "Dreaming a Wu Yan Poem", 2017
- "Five Drops of Dream" (exhibition of photographic pentaptychs) 2010
- "Street", 1999

## Premios y distinciones
Premios Óscar
| Año  | Categoría                                       | Película           | Resultado |
| ---- | ----------------------------------------------- | ------------------ | --------- |
| 1995 | Mejor película extranjera (de habla no inglesa) | Antes de la lluvia | Nominado  |

Festival Internacional de Cine de Venecia
| Año  | Categoría       | Película        | Resultado |
| ---- | --------------- | --------------- | --------- |
| 1994 | León de Oro     | Before the rain | Ganador   |
| 1994 | Premio FIPRESCI | Before the rain | Ganador   |